# Scaphidema metallicum
Scaphidema metallicum is een keversoort uit de familie zwartlijven (Tenebrionidae). Het is een talrijke soort in Europa. De larve ontwikkelt zich in rottend, door schimmels geïnfecteerd hout van loofbomen.

## Kenmerken
Volwassen dieren hebben een lichaamslengte van 3,6-5 mm. Het lichaam is roestbruin met een bronzen glans. De poten, basis van de antennes en monddelen zijn rood. De larven zijn 4,5-5 mm lang. Ze leven onder de schors van zomereiken en Robinia. Ze komen voor in Europa en Siberië tot aan de regio Tomsk.